# O’Dessa
O’Dessa ist ein Filmmusical / Filmdrama / eine Rockoper von Geremy Jasper. Der an den Mythos von Orpheus und Eurydike angelehnte, in einer postapokalyptischen Zukunft spielende Film mit Sadie Sink, Kelvin Harrison Jr., Murray Bartlett und Regina Hall feierte Anfang März 2025 beim South by Southwest Film Festival seine Premiere und wurde wenige Tage später in das Programm von Hulu aufgenommen.

## Handlung
In einer postapokalyptischen Zukunft. Das Bauernmädchen O’Dessa träumt von einem Leben weit entfernt von der Farm auf der sie aufwuchs und dessen Boden von sogenanntem Plasma, einer dunklen ölartigen Substanz, verseucht ist und die Pflanzen lila verfärbt hat. Nachdem ihre Mutter and einer Lungenkrankheit stirbt und sie nichts mehr dort hält, beginnt sie ihren Weg als Straßenmusikerin mit der sagenumwobenen Gitarre ihres Vaters namens "Willa" und dem Ehering ihrer Mutter im Gepäck. Ihre Reise führt sie nach Satylite City, ein verdorbener und sündiger Ort, wo sie mit ihren Folk-Country-Songs ihren Weg als Straßenmusikerin beginnt. Ihr Vater hatte ihr immer gesagt, ihre Stimme hätte die Macht, Licht in die Dunkelheit zu bringen und Dinge zu verändern.
O’Dessa lernt in Satylite City den Musiker Euri Dervish kennen, und die beiden verlieben sich ineinander. An diesem hoffnungslosen Ort voller Schatten und Neonlicht haben sie die Liebe gefunden. Sie planen ihre Hochzeit und stellen bei der Auswahl ihrer Kleidung die Geschlechterrollen in Frage. Sie will einen Rockabilly-Smoking tragen und er ein Kleid mit roten Schleier. Die Freiheit, zu lieben, wie man möchte, wird in Satylite City jedoch durch den Diktator Plutonovich beschränkt, der in der Stadt mit eiserner Faust herrscht. Mit leeren Versprechungen und seiner ständigen Selbstdarstellung im Fernsehen hypnotisiert er die Massen, auch wenn die Welt um sie herum in Trümmern liegt.

## Produktion
Regie führte Geremy Jasper, der auch das Drehbuch und gemeinsam mit Jason Binnick die Filmmusik schrieb. Mit ihm arbeitete Jasper bereits für seinen Musikfilm Patti Cake$ – Queen of Rap zusammen. Michael Gottwald und Noah Stahl fungierten ebenfalls schon für Patti Cake$ als Produzenten. Mit O’Dessa überträgt Jasper den Mythos von Orpheus und Eurydike in eine postapokalyptische Welt, vertauschte jedoch die männliche und die weibliche Rolle. Der Film ist auch unter dem Titel "Одесса" bekannt, nach der gleichnamigen ukrainischen Stadt. Der Film bietet einen breiten Spielraum für Interpretation an.  Dazu gehören aktuelle Themen an wie z.B. die Umweltkrise, der Krieg um Ressourcen und der Ukraine-Krieg sowie außerdem sozialkritische Themen wie z.B. Diversität, Gender Diskurs und LGBTQAI+ Representation. Kritiker sehen in dem Film ein politisches Statement gegen Putin und für die Ukraine. 

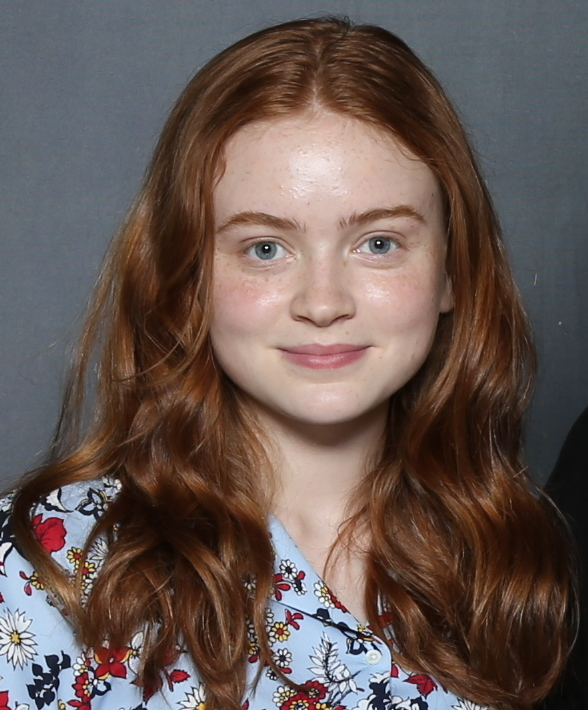
Sadie Sink spielt in der Titelrolle O’Dessa

Sadie Sink spielt in der Titelrolle das Bauernmädchen O’Dessa und Kelvin Harrison Jr. Euri Dervish. Bree Elrod bekannt aus der Rolle der Lexi in Sean Bakers Red Rocket, spielt Calliope. Regina Hall spielt Neon Dion, die Vollstreckerin von Satylite City, die die Stadtbewohner bei Bedarf mit ihrem elektrischen Ring bestraft. Mark Boone Junior spielt Father Walt, der Australier Murray Bartlett Satylite Citys Herrscher Plutonovich und der Kroate Marinko Prga Vulturo. Der US-amerikanische Rootsmusik-Singer-Songwriter Pokey LaFarge ist in der Rolle von Vergil zu sehen. In einer weiteren Rolle ist Kelly Macdonald zu sehen.
Die deutsche Synchronisation entstand nach einem Dialogbuch und der Dialogregie von Matthias Ransberger im Auftrag der FFS Film- & Fernseh-Synchron GmbH in München.
Gedreht wurde der Film ab Mai 2023 in Kroatien. Als Kamerafrau fungierte die Japanerin Rina Yang, die zuletzt für den Film The Fire Inside von Rachel Morrison tätig war.
Das Soundtrack-Album mit insgesamt 13 Musikstücken, darunter Songs von Sadie Sink und Kelvin Harrison Jr. aus dem Film und des Weiteren von Pokey LaFarge, Bree Elrod, Murray Barlett und Emily Forsythe, wurde am 14. März 2025 von Hollywood Records and Searchlight Pictures als Download veröffentlicht. Im Sommer 2025 ist zudem eine Veröffentlichung auf Vinyl geplant.
Die Premiere des Films fand am 8. März 2025 beim South by Southwest Film Festival statt. Wenige Tage später, am 20. März 2025, wurde O’Dessa in das Programm von Hulu aufgenommen.

## Altersfreigabe und Kritiken
In den USA wurde der Film als PG-13 eingestuft.
Von den bei Rotten Tomatoes aufgeführten Kritiken sind die Hälfte positiv.